# Camponotus brutus
Camponotus brutus är en myrart som beskrevs av Auguste-Henri Forel 1886. Camponotus brutus ingår i släktet hästmyror, och familjen myror. Inga underarter finns listade.